# Рентерия, Татьяна
Татьяна Рентерия Рентерия (исп. Tatiana Rentería Rentería; 22 декабря 2000) — колумбийская спортсменка, борец вольного стиля, также занимается пляжной борьбой, бронзовый призёр летних Олимпийских игр 2024 года, победитель Всемирных пляжных игр, призёр чемпионата мира по вольной борьбе.

## Карьера
Рентерия представляла Колумбию на Всемирных пляжных играх 2019 года в столице Катара городе Доха, где одолев в финале Алину Бережну, стала победителем в соревнованиях по пляжной борьбе среди женщин в весовой категории до 70  кг. В марте 2020 года она участвовала в Панамериканском квалификационном олимпийском турнире, проходившем в канадской Оттаве, однако ей не удалось добыть лицензию на Олимпийские игры 2020 года в Токио. В мае 2021 года она также неудачно выступила на Всемирном олимпийском квалификационном турнире, проходившем в Софии. В ноябре 2021 года в Белграде она дошла до финала чемпионата мира среди борцов до 23 лет, где уступила Айпери Медет кызы из Кыргызстана, завоевав серебряную медаль. В мае 2022 года в мексиканском Акапулько она проиграла схватку за бронзу Жюстине Ди Стасио из Канады. В сентябре 2022 года она участвовала на чемпионате мира по борьбе 2022 года в соревнованиях в весовой категории до 76 кг, который проходил в Белграде. В квалификации на туше победилу Жемима Нярко из Ганы, а затем в 1/8 финала проиграла Мартине Кюнц из Австрии. Летом 2022 года она стала победителем Боливарианских игр, которые прошли в колумбийском Вальедупаре.
В октябре 2022 года Рентерия завоевала бронзовую медаль в весовой категории до 76 кг на Южноамериканских играх, которые прошли в Асунсьоне. В том же месяце, одолев в финале Даймонд Гилфорд из США, она завоевала золотую медаль на чемпионате мира среди спортсменов до 23 лет, проходивших в испанской Понтеведре. В ноябре 2022 года она стала победителем на Пляжных играх Центральной Америки и Карибского бассейна, проходивших в колумбийской Санта-Марте.
В мае 2023 года в финале Панамериканского чемпионата в Буэнос-Айресе она проиграла Милаймис Марин из Кубы, став серебряным призёром. Она также выиграла золотую медаль на Играх Центральной Америки и Карибского бассейна 2023 года, которые прошли в Сан-Сальвадоре (Сальвадор). Рентерия завоевала одну из бронзовых медалей в весовой категории до 76 кг на чемпионате мира 2023 года, который проходил в Белграде. Она победила Каталину Аксенте из Румынии в схватке за 3 место.
В начале ноября 2023 года Рентерия завоевала серебряную медаль в весовой категории до 76 кг на Панамериканских играх 2023 года, которые прошли в Сантьяго. В финале она проиграла Милаймис Марин из Кубы. В феврале 2024 года она стала серебряным призёром на Панамериканском чемпионате, проходившем в Акапулько, уступив Генезис Реаско из Эквадора.

## Достижения

### Вольная борьба
- Чемпионат мира по борьбе среди спортсменов до 23 лет 2021 — ;
- Боливарианские игры 2022 — ;
- Южноамериканские игры 2022 — ;
- Чемпионат мира по борьбе среди спортсменов до 23 лет 2022 — ;
- Панамериканский чемпионат по борьбе 2023 — ;
- Центральноамериканские и Карибские игры 2023 — ;
- Чемпионат мира по борьбе 2023 — ;
- Панамериканские игры 2023 — ;
- Панамериканский чемпионат по борьбе 2024 — ;

### Пляжная борьба
- Всемирные пляжные игры 2019 — ;